# Carinogulus
Carinogulus is een geslacht van wantsen uit de familie van de Miridae (Blindwantsen). Het geslacht werd voor het eerst wetenschappelijk beschreven door Schuh in 1974.

## Soorten
Het genus bevat de volgende soorten:

- Carinogulus hobohmi Schuh, 1974
- Carinogulus kochi Schuh, 1974
- Carinogulus transvaalensis Schuh, 1974
- Carinogulus varii Schuh, 1974